# تثبیت خاک
بازسازی کنترل شده خاک درجا برای استفاده مجدد در یک ساختار جدید ژئوتکنیکی را بهسازی خاک می‌گویند.
بهسازی خاک از مفاهیم بسیار مهم و کاربردی در مهندسی ژئوتکنیک می‌باشد.
امروزه از روش‌های بهسازی خاک به‌طور گسترده‌ای در جهان استفاده می‌شود. کاربرد این روش‌ها باعث بهبود پارامترهای ژئوتکنیکی خاک، کاهش هزینه کوتاه شدن زمان اجرا و افزایش طول عمر بهره‌برداری می‌گردد. روش‌های بهسازی خاک‌ها به منظور تغییر و بهبود خصوصیات خاک مورد استفاده قرار می‌گیرد که در نهایت منجر به کاهش نشست سازه، بهبود مقاومت برشی خاک و در نتیجه افزایش ظرفیت باربری آن، افزایش ضریب اطمینان در مقابل لغزش شیروانی خاکریزها و سدهای خاکی، کاهش خصوصیات فشرده شدن و تورم خاک می‌شوند. اگر شرایط ژئوتکنیکی زمین، برای ساخت انواع پی‌های متعارف از نظر پایداری و نشست پذیری و در شرایط خاصی آبگذری مناسب نباشد، ضروری است، تمهیداتی جهت تثبیت و بهسازی خاک‌ها مدنظر قرار گیرد. به‌طور کلی در مواجهه با خاک‌های مسئله دار در پروژه‌ها عمرانی، در صورتی که تصمیم بر آن باشد که پروژه بر روی خاک بستر موجود اجرا گردد، برای بهبود شرایط موجود، خصوصیات خاک اصلاح خواهد شد و بهسازی زمین انجام می‌شود.

## روش‌های بهسازی خاک
روش‌های بهسازی خاک به‌طور کلی در پنج گروه عمده تقسیم‌بندی می‌شود:
1. عملیات خاکی
2. متراکم سازی
3. بهسازی فیزیکی - شیمیایی
4. بهسازی هیدرولیکی
5. مسلح سازی

## خاک‌های مسئله دار
چهار دسته اصلی خاک‌های مسئله دار که قبل از اجرای پروژه نیاز به بهسازی دارند:
- خاک‌های نرم و شل
- خاک‌های انبساطی
- خاک‌های رمبنده یا فرو ریزشی
- خاکریزها